# Francisco de Almeida Coelho Bivar
Francisco de Almeida Coelho Bivar, 1.º Visconde de Bivar (Portimão, 9 de Janeiro de 1824 – Lisboa, 2 de Janeiro de 1890) foi um político português. Ficou conhecido devido aos seus esforços no sentido de desenvolver a região do Algarve, tendo sido o principal promotor da construção da Ponte Rodoviária de Portimão.

## Biografia

### Nascimento e formação
Nasceu na vila de Portimão, filho de José de Almeida Coelho de Bivar e Maria Feliciana Albuquerque de Bivar. Ficou órfão de ambos os pais aos nove anos de idade, tendo o seu pai sido fuzilado em Portimão pelos guerrilheiros miguelistas do Remexido, durante a Guerra Civil Portuguesa, devido aos seus ideais liberalistas. Ficou à responsabilidade do seu tutor, António Joaquim da Silva Negrão, tal como os seus dois irmãos, Jerónimo e Manuel de Almeida. Ainda muito novo partiu para o Reino Unido, tendo cumprido os seus primeiros estudos num colégio em Londres. No regresso a Portugal, ingressou na Universidade de Coimbra, onde se formou em Direito.

### Carreira
Voltou depois a Portimão, onde começou a sua carreira profissional. Tornou-se deputado em 1852, com apenas 28 anos de idade, tendo a sua carreira política sido bem-sucedida, uma vez que foi renomeado ao longo de dezanove legislativas sucessivas. Foi par do Reino e deputado pela província do Algarve. Era membro do Partido Regenerador, tendo sido amigo de Fontes Pereira de Melo e de Camilo António de Azevedo, importante figura de Portimão. Uma das suas maiores preocupações enquanto deputado foi o desenvolvimento do Algarve, principalmente em termos de transportes, tendo sido um dos responsáveis pela construção da estrada ao longo do litoral, e a instalação da linha telegráfica de Sagres a Faro. Participou na discussão sobre o traçado até Lagos da estrada litoral, tendo surgido duas linhas de opinião contrárias, uma defendendo que a estrada deveria passar por Portimão, e a outra que deveria seguir por Silves, evitando desta forma a construção da grande ponte sobre o Rio Arade junto a Portimão. Francisco Bivar defendeu a segunda opção, argumentando que a construção da ponte não iria ficar mais dispendiosa do que a volta por Silves, onde teria de passar por terreno montanhoso, além que desta forma a estrada iria servir melhor as importantes vilas de Lagoa e Portimão. Deu em particular um grande impulso à cidade de Portimão, incluindo a construção do cais, a fundação da comarca e de uma escola de pilotagem, e do prolongamento do caminho de ferro até ao Barlavento. No seu último discurso, apresentado na sessão legislativa de 1889, defendeu a construção de estradas que ligassem as principais localidades às estações do caminho de ferro.
Exerceu igualmente como vogal no Tribunal de Contas.

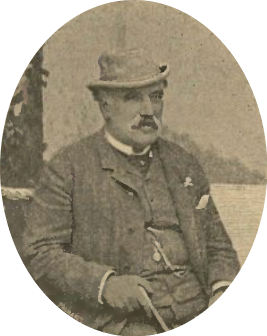
Fotografia de Francisco Bivar, publicada na revista O Algarve, em Outubro de 1902.

### Falecimento e homenagens
Faleceu em Janeiro de 1890, vitimado por uma doença que o estava a atingir nos últimos meses. O seu enterro foi feito em 3 de Janeiro, tendo o cortejo fúnebre saído da sua casa, na Rua de São Marçal, em Lisboa, e terminado no Cemitério Ocidental. No funeral marcaram presença altas figuras da política nacional, como António Serpa, Hintze Ribeiro, Teles de Vasconcelos e João Franco. Teve pelo menos dois filhos, José de Almeida Coelho de Bivar e Jaime de Almeida Coelho de Bivar.
Foi consagrado como uma das mais importantes personalidades na história de Portimão, ao ter contribuído de forma decisiva para o desenvolvimento daquela localidade, na segunda metade do século XIX. O seu nome foi colocado numa praça da vila, e em 1932 a Câmara Municipal determinou a instalação de uma estátua em sua honra, no centro daquele espaço.